# 矛吻腔吻鱈
矛吻腔吻鱈，為輻鰭魚綱鱈形目鼠尾鱈科的其中一種，分布於東印度洋澳洲海域，深度可達290公尺，體長可達25公分，屬深海底棲性魚類，棲息在大陸棚底中層水域，生活習性不明。